# Pablo Ruz Villanueva
Pablo Ruz Villanueva (Elche, 15 de septiembre de 1983) es un político español, alcalde de la ciudad de Elche desde 2023 y senador en el Senado español en la XIV Legislatura. 
Políticamente milita (PP) Desde 2017 preside la agrupación local del Partido Popular de Elche  y en las elecciones generales de noviembre de 2019 fue elegido senador, portavoz de educación.  Encabezó la candidatura de su partido a las elecciones municipales de 2023, mejorando resultados respecto a la anterior convocatoria aunque sin lograr superar al Partido Socialista. Sin embargo fue elegido alcalde con el apoyo de Vox. 